# Taeniura grabata
Espèce
Synonymes
- Trygon grabatus É.Geoffroy Saint-Hilaire, 1817

Statut de conservation UICN

 DD  : Données insuffisantes
Répartition géographique
Taeniura grabata, communément appelé Pastenague africaine ou Pastenague ronde, est une espèce de raies de la famille Dasyatidae. Elle occupe des habitats sableux, vaseux ou rocheux situés à proximité des côtes du sud de l'océan Atlantique et du sud la mer Méditerranée. Cette raie de couleur sombre atteint généralement une envergure d'un mètre ; elle est reconnaissable au disque quasi circulaire que forme sa nageoire pectorale, à sa courte queue ainsi qu'à sa peau principalement lisse. La pastenague africaine chasse des poissons et des crustacés sur le fond marin. Son mode de reproduction est l'ovoviviparité. L'Union internationale pour la conservation de la nature (UICN) ne dispose pas d'assez de données pour évaluer le statut de conservation de l'espèce au sein de sa liste rouge.